# Alfabeto laosiano
El alfabeto laosiano (Lao: ອັກສອນລາວ) es el sistema de escritura alfasilábico utilizado para escribir el idioma de Laos. Pertenece a la familia de los alfabetos bráhmicos, que es la misma del tailandés y el jemer.
Su uso principal se extiende desde todo Laos y minorías en los alrededores de Tailandia, Camboya y Vietnam.
Consiste en alrededor de 23 letras únicas con parecido consonántico y vocálico al tailandés y jemer.

## Consonantes
Las consonantes del laosiano son las siguientes:
| Letra | Nombre                 | Nombre             | Posición inicial | Posición inicial | Posición inicial | Posición inicial | Posición final | Posición final | Posición final | Posición final | Código   | Clase tonal |
| Letra | Nombre                 | Nombre             | AFI              | TNG/CPBNG        | BC               | RSGTT            | AFI            | TNG/CPBNG      | BC             | RSGTT          | Código   | Clase tonal |
| ----- | ---------------------- | ------------------ | ---------------- | ---------------- | ---------------- | ---------------- | -------------- | -------------- | -------------- | -------------- | -------- | ----------- |
| ກ     | ໄກ່                     | kāi                | /k/              | k                | k                | k                | /k/            | k              | k              | k              | KO       | Medio       |
| ຂ     | ໄຂ່                     | kʰāi               | /kʰ, x/          | kh               | kh               | kh               | –              | –              | –              | –              | KHO SUNG | Alto        |
| ຄ     | ຄວາຍ                   | kʷʰáːj             | /kʰ, x/          | kh               | kh               | kh               | –              | –              | –              | –              | KHO TAM  | Bajo        |
| ງ     | ງົວ or ງູ                | ŋúə, ox or ŋúː     | /ŋ/              | ng               | ng               | ng               | /ŋ/            | ng             | ng             | ng             | NGO      | Bajo        |
| ຈ     | ຈອກ or ຈົວ              | tɕɔ̏ːk              | /tɕ/             | ch               | ch               | ch               | –              | –              | –              | –              | CO       | Medio       |
| ສ     | ເສືອ                    | sɯ̌ːə               | /s/              | s                | s                | s                | –              | –              | –              | –              | SO SUNG  | Alto        |
| ຊ     | ຊ້າງ                    | sâːŋ               | /s/              | x                | s                | s                | –              | –              | –              | –              | SO TAM   | Bajo        |
| ຍ     | ຍຸງ                     | ɲúŋ                | /ɲ/              | gn               | ny               | y                | /j/            | j              | j              | j              | NYO      | Bajo        |
| ດ     | ເດັກ                    | dék                | /d/              | d                | d                | d                | /t/            | t              | t              | t              | DO       | Medio       |
| ຕ     | ຕາ                     | tàː                | /t/              | t                | t                | t                | –              | –              | –              | –              | TO       | Medio       |
| ຖ     | ຖົງ                     | tʰǒŋ               | /tʰ/             | th               | th               | th               | –              | –              | –              | –              | THO SUNG | Alto        |
| ທ     | ທຸງ                     | tʰúŋ               | /tʰ/             | th               | th               | th               | –              | –              | –              | –              | THO TAM  | Bajo        |
| ນ     | ນົກ                     | nōk                | /n/              | n                | n                | n                | /n/            | ne             | n              | n              | NO       | Bajo        |
| ບ     | ແບ້                     | bɛ̑ː                | /b/              | b                | b                | b                | /p/            | p              | p              | p              | BO       | Medio       |
| ປ     | ປາ                     | paː                | /p/              | p                | p                | p                | –              | –              | –              | –              | PO       | Medio       |
| ຜ     | ເຜິ້ງ                    | pʰɤ̏ŋ               | /pʰ/             | ph               | ph               | ph               | –              | –              | –              | –              | PHO SUNG | Alto        |
| ຝ     | ຝົນ                     | fǒn                | /f/              | f                | f                | f                | –              | –              | –              | –              | FO SUNG  | Alto        |
| ພ     | ພູ                      | pʰúː               | /pʰ/             | ph               | ph               | ph               | –              | –              | –              | –              | PHO TAM  | Bajo        |
| ຟ     | ໄຟ                     | fáj                | /f/              | f                | f                | f                | –              | –              | –              | –              | FO TAM   | Bajo        |
| ມ     | ແມວ                    | mɛ́ːw               | /m/              | m                | m                | m                | /m/            | m              | m              | m              | MO       | Bajo        |
| ຢ     | ຢາ                     | jaː                | /j/              | y                | y                | y                | –              | –              | –              | –              | YO       | Medio       |
| ຣ     | ຣົຖ (ລົດ) or ຣະຄັງ (ລະຄັງ) | rōt (lōt) o rākʰáŋ | /r/,/l/          | r                | r                | r                | /n/            | ne             | n              | n              | LO LOOT  | Bajo        |
| ລ     | ລີງ                     | líːŋ               | /l/              | l                | l                | l                | –              | –              | –              | –              | LO LING  | Bajo        |
| ວ     | ວີ                      | víː                | /ʋ/,/w/          | v                | v, w             | v, w             | w              | v              | w              | w              | WO       | Bajo        |
| ຫ     | ຫ່ານ                    | hāːn               | /h/              | h                | h                | h                | –              | –              | –              | –              | HO SUNG  | Alto        |
| ອ     | ໂອ or ອື່ງ               | ʔòː o ɨːŋ          | /ʔ/              | –                | –                | –                | –              | –              | –              | –              | O        | Medio       |
| ຮ     | ເຮືອນ or ເຮືອ            | hɯ́ːən o hɨ́aː       | /h/              | h                | h                | h                | –              | –              | –              | –              | HO TAM   | Bajo        |

## Vocales
Las vocales del laosiano se representan agregando diacríticos a las consonantes.
| Cortas     | Cortas     | Cortas    | Cortas   | Cortas | Cortas | Cortas  |            | Largas     | Largas | Largas   | Largas | Largas | Largas  | Largas |
| Diacrítico | Diacrítico | AFI       | BGN/PCGN | LC     | RTGS   | Unicode | Diacrítico | Diacrítico | AFI    | BGN/PCGN | LC     | RTGS   | Unicode |        |
| Final      | Medial     | AFI       | BGN/PCGN | LC     | RTGS   | Unicode | Final      | Medial     | AFI    | BGN/PCGN | LC     | RTGS   | Unicode |        |
| ---------- | ---------- | --------- | -------- | ------ | ------ | ------- | ---------- | ---------- | ------ | -------- | ------ | ------ | ------- | ------ |
| ◌ະ         | ◌ັ◌         | /aʔ/, /a/ | a        | a      | a      | a       | ◌າ         | ◌າ         | /aː /  | a        | ā      | a      | aa      |        |
| ◌ິ          | ◌ິ          | /i/       | i        | i      | i      | i       | ◌ີ          | ◌ີ          | /iː/   | i        | ī      | i      | ii      |        |
| ◌ຶ          | ◌ຶ          | /ɯ/       | u        | ư      | ue     | y       | ◌ື          | ◌ື          | /ɯː/   | u        | ư̄      | ue     | yy      |        |
| ◌ຸ          | ◌ຸ          | /u/       | ou       | u      | u      | u       | ◌ູ          | ◌ູ          | /uː/   | ou       | ū      | u      | uu      |        |
| ເ◌ະ        | ເ◌ັ◌        | /eʔ/, /e/ | é        | e      | e      |         | ເ◌         | ເ◌         | /eː/   | é        | ē      | e      | e       |        |
| ແ◌ະ        | ແ◌ັ◌        | /ɛʔ/, /ɛ/ | è        | æ      | ae     |         | ແ◌         | ແ◌         | /ɛː/   | è        | ǣ      | ae     | ei      |        |
| ໂ◌ະ        | ◌ົ◌         | /oʔ/, /o/ | ô        | o      | o      |         | ໂ◌         | ໂ◌         | /oː/   | ô        | ō      | o      | o       |        |
| ເ◌າະ       | ◌ັອ◌        | /ɔʔ/, /ɔ/ | o        | ǫ      | o      |         | ◌ໍ          | ◌ອ◌        | /ɔː/   | o        | ǭ      | o      |         |        |
| ເ◌ິ         | ເ◌ິ         | /ɤ/       | eu       | œ      | oe     |         | ເ◌ີ         | ເ◌ີ         | /ɤː/   | eu       | œ̄      | oe     |         |        |
| ເ◌ັຍ        | ◌ັຽ◌        | /iə/      | ia       | ia     | ia     |         | ເ◌ຍ        | ◌ຽ◌        | /iːə/  | ia       | īa     | ia     |         |        |
| ເ◌ຶອ        | ເ◌ຶອ        | /ɯə/      | ua       | ưa     | uea    |         | ເ◌ືອ        | ເ◌ືອ        | /ɯːə/  | ua       | ư̄a     | uea    |         |        |
| ◌ົວະ        | ◌ັວ◌        | /uə/      | oua      | ua     | ua     |         | ◌ົວ         | ◌ວ◌        | /uːə/  | oua      | ūa     | ua     |         |        |

### Diptongos
| Diacrítico | AFI  | Romanización | Unicode |
| ---------- | ---- | ------------ | ------- |
| ໄ◌, ໃ◌     | /aj/ | ai           | ai o ay |
| ເ◌ົາ        | /aw/ | ao           |         |
| ◌ໍາ         | /am/ | am           |         |

- Datos: Q1815229
- Multimedia: Lao script / Q1815229